# Friday Night Funkin'
 (février 2022).
 (avril 2021).
La mise en forme du texte ne suit pas les recommandations de Wikipédia : il faut le « wikifier ».
Les points d'amélioration suivants sont les cas les plus fréquents. Le détail des points à revoir est peut-être précisé sur la page de discussion.
- Les titres sont pré-formatés par le logiciel. Ils ne sont ni en capitales, ni en gras.
- Le texte ne doit pas être écrit en capitales (les noms de famille non plus), ni en gras, ni en italique, ni en « petit »…
- Le gras n'est utilisé que pour surligner le titre de l'article dans l'introduction, une seule fois.
- L'italique est rarement utilisé : mots en langue étrangère, titres d'œuvres, noms de bateaux, etc.
- Les citations ne sont pas en italique mais en corps de texte normal. Elles sont entourées par des guillemets français : « et ».
- Les listes à puces sont à éviter, des paragraphes rédigés étant largement préférés. Les tableaux sont à réserver à la présentation de données structurées (résultats, etc.).
- Les appels de note de bas de page (petits chiffres en exposant, introduits par l'outil «  Source ») sont à placer entre la fin de phrase et le point final[comme ça].
- Les liens internes (vers d'autres articles de Wikipédia) sont à choisir avec parcimonie. Créez des liens vers des articles approfondissant le sujet. Les termes génériques sans rapport avec le sujet sont à éviter, ainsi que les répétitions de liens vers un même terme.
- Les liens externes sont à placer uniquement dans une section « Liens externes », à la fin de l'article. Ces liens sont à choisir avec parcimonie suivant les règles définies. Si un lien sert de source à l'article, son insertion dans le texte est à faire par les notes de bas de page.
- La présentation des références doit suivre les conventions bibliographiques. Il est recommandé d'utiliser les modèles {{Ouvrage}}, {{Chapitre}}, {{Article}}, {{Lien web}} et/ou {{Bibliographie}}. Le mode d'édition visuel peut mettre en forme automatiquement les références.
- Insérer une infobox (cadre d'informations à droite) n'est pas obligatoire pour parachever la mise en page.

Pour une aide détaillée, merci de consulter Aide:Wikification.
Si vous pensez que ces points ont été résolus, vous pouvez retirer ce bandeau et améliorer la mise en forme d'un autre article.
Friday Night Funkin' est un jeu vidéo indépendant de rythme libre développé par quatre membres du site Newgrounds. Le jeu a un style très proche des jeux flash et son gameplay se rapproche d'autres jeux de rythme tel que PaRappa The Rapper ou Dance Dance Revolution,. Le jeu est considéré comme ayant ravivé la popularité de Newgrounds, site populaire au début des années 2000.
Initialement développé pour la 47ème game jam Ludum Dare, une version démo a vu le jour par la suite le 1er novembre 2020, disponible sur itch.io et Newsgrounds et périodiquement mise à jour sur une période de plusieurs mois. Le jeu complet est actuellement en cours de développement via un système de financement participatif sur le site Kickstarter.

## Trame
Le jeu met en scène un jeune homme nommé Boyfriend, devant affronter divers personnages dans des joutes musicales afin de faire preuve de son amour à sa petite amie, Girlfriend et de gagner l'approbation de ses parents. Boyfriend fera face à différents personnages qui veulent lui voler son amour. Il devra alors battre tout ses adversaires afin de garder sa petite amie.

## Système de jeu
Le jeu est divisé en Weeks (semaines en anglais), contenant chacune 3 musiques au total (avant la mise à jour de la semaine 7, la semaine 2 n'avait que 2 musiques en raison de problèmes rencontrés avec la 3e musique, "Monster"). Dans chaque niveau, le joueur affronte des personnages différents. Les personnages affrontés sont parfois des caméos issus de jeux ou animations flash du site Newgrounds.
Durant chaque morceau, le joueur doit appuyer successivement sur les flèches de son clavier dans la direction affichée à l'écran, à la manière d'un Dance Dance Revolution, afin de faire chanter le protagoniste et lui faire gagner des points face à son adversaire. Si le joueur "meurt" lorsque sa jauge de vie est vide, l'antagoniste est immortel, du moins jusqu'à la fin de la chanson. Le but est alors de conserver le minimum de points pour survivre ou bien de marquer le plus de points possible pour marquer le meilleur score. Le jeu dispose de trois niveaux de difficulté, le niveau le plus difficile étant celui où toutes les notes chantées doivent être jouées. Si le jeu est exigeant, il n'est toutefois pas punitif : une défaite ne fait pas recommencer la semaine depuis le début, mais seulement à la dernière chanson sur laquelle le joueur aura perdu.

## Personnages

### Boyfriend
Le personnage principal du jeu, un jeune garçon aux cheveux bleus, s'exprimant uniquement avec des onomatopées semblables à du beatboxing. Il tente de prouver son amour à Girlfriend à travers des joutes musicales. Daddy Dearest, le père de Girlfriend, n'accepte pas leur relation et défie ce dernier dans une battle de rap pendant la semaine 1. Il est particulièrement bête ainsi que trop confiant et téméraire, ce qui le rend pratiquement incapable de ressentir la peur : cela a été confirmé par PhantomArcade, l'animateur et auteur du jeu. Pour être précis, Boyfriend a des peurs "irrationnelles" comme celle des orages, mais ne fléchit pas face à un monstre anthropophage qui a massacré la quasi-intégralité des clients d'un centre commercial à Noël et qui souhaite faire de sa petite amie son prochain repas. Il porte un t-shirt blanc avec un signe d'interdiction, un pantalon baggy bleu et des baskets rouges. Durant la semaine 5, il porte une veste de Père Noël ainsi que des chaussures chaudes.

### Girlfriend
Amoureuse de Boyfriend et fille de Daddy Dearest et Mommy Mearest. Elle est assise sur des enceintes géantes afin d'assister aux joutes de Boyfriend. C'est une démone, comme ses parents, ce qui est confirmé lors de la semaine 7 : alors que Tankman est sur le point de l'attaquer, ses yeux se mettent à briller, signe qu'elle se transforme brièvement jusqu'à ce qu'elle soit interrompue par Pico, qui tue les soldats pointant leur arme sur elle. Cela est aussi confirmé par l'écran de Game Over, qui révèle son "squelette" démoniaque. Selon ninjamuffin99 et PhantomArcade, deux des développeurs du jeu, elle est très bête, tellement qu'elle pense que Boyfriend peut résoudre toutes les situations dans lesquelles ils se retrouvent lors de leurs mésaventures (sa brève transformation semblait alors souligner que la situation était désespérée). Sa seule peur est celle des orages comme il est vu durant la semaine 2. Durant la semaine 5, elle porte une robe de Noël accompagnée de gants, de boucles d'oreilles similaires à des clochettes et de longues chaussettes blanches semblables à des collants.

### Daddy Dearest
Le père de Girlfriend, apparaissant comme l'antagoniste de la semaine 1 et l'un des antagonistes de la semaine 5, mais également le maître d'œuvre des semaines 3, 6 et 7 (il envoie Pico tuer Boyfriend durant ces semaines impaires et le fait entrer dans la dating sim durant la semaine 6), ce qui en fait le principal antagoniste du jeu à l'heure actuelle. La bande-annonce du jeu le décrit comme une star du rock à la retraite, mais également comme très hostile à la relation qu'entretient sa fille avec le protagoniste du jeu. C'est un démon avec une apparence typiquement démoniaque, une coupe de cheveux laissant apparaître des cornes, mais surtout une peau couleur lavande, ce qui est confirmé lorsque sa fille se transforme brièvement lors de la semaine 7. Durant la semaine 1 il porte une veste ouverte noire laissant apparaître son torse velu ainsi qu'un pantalon noir dont d'autres poils sortent. Ses habits deviennent verts durant la semaine 5 et on le retrouve assis sur le trône du Père Noël du centre commercial en train de pointer un pistolet sur ce dernier et en portant Mommy Mearest dans ses bras : les deux chantent d'ailleurs en couple face à Boyfriend. S'il se contentait d'affronter ce dernier en chanson jusqu'à la semaine 5, la semaine 6 révèle que ses crimes ne s'arrêtent pas à ses joutes musicales.

### Skid et Pump
Deux enfants avec des costumes d'Halloween servant d'antagonistes pour la semaine 2. Skid porte un costume de squelette tandis que Pump a une tête de citrouille (Pump est un diminutif de pumpkin qui signifie citrouille en anglais). Tous deux sont issus de la série de courts-métrages d'animation Spooky Month de Sr Pelo, qui prête sa voix à ses personnages. Ils chantent en duo l'un sur l'autre tout en faisant la "Spooky Dance" et se relaient le micro en fonction de la hauteur des notes. La mise à jour de la semaine 7 révèle qu'ils ont été trompés par Monster qui voulait leur faire capturer Girlfriend et la ramener à lui pour qu'il puisse la dévorer : ce scénario a été raconté et confirmé par ninjamuffin99, le programmeur et l'un des co-créateurs du jeu.

### Pico

Pico, l'ami du protagoniste du jeu.

Un enfant schizophrène avec les cheveux roux toujours équipé d'une arme, son arme de préférence étant le Mac-10. C'est l'antagoniste de la semaine 3 et l'ex de Boyfriend (la communauté Friday Night Funkin' a commencé à penser qu'ils étaient des ex, tellement que cela a été rendu officiel par les développeurs ainsi que par Tom Fulp, le créateur du site Newgrounds et de Pico's School). Il est le protagoniste du jeu Pico's School et l'une des mascottes du site Newgrounds : l'une de ses musiques, Blammed, est une référence au système d'évaluation du site, indiquant ce qui arrive aux créations les plus mal notées par les utilisateurs. Durant la semaine 7, alors que Daddy Dearest l'avait envoyé pour achever Boyfriend, il le sauve d'une mort certaine, leur permettant de terminer aux côtés de Girlfriend la bataille musicale contre Tankman tandis qu'il massacre allègrement l'armée de ce dernier.

### Mommy Mearest
La mère de Girlfriend dont elle semble avoir tiré sa couleur de cheveux et son style vestimentaire. Elle est l'antagoniste de la semaine 4 et apparait comme l'une des antagonistes de semaine 5. Elle est une démone et possède la même apparence démoniaque que Daddy Dearest : à l'instar de ce dernier, elle est une vedette de la pop et n'approuve pas la relation qu'entretient sa fille avec Boyfriend. Elle combat ce dernier sur le toit de ce qui semble être une limousine à pleine vitesse avec une armée de démons dansant au rythme de sa musique. Mommy Mearest semble entretenir une image de MILF à travers les titres de ses chansons ainsi que par des tenues mettant en valeur son physique : durant sa bataille de la semaine 4, elle porte une robe de la même couleur que sa fille, mais plus près du corps, avec une veste similaire à celle de son mari par-dessus, ainsi que des talons hauts et ce qui semble être des collants. Elle a également de longs ongles d'apparence tranchante manucurés en rouge. Durant la semaine 5, elle est dans les bras de Daddy Dearest vêtue d'un costume de Père Noël avec veste ouverte et chante en duo avec son mari jusqu'à ce que Monster ne leur vole la vedette.

### Monster
Un monstre au corps humanoïde entièrement noir avec une tête jaune ressemblant à un citron. La mise à jour ajoutant la semaine 7 le présente comme le maître d'œuvre de la semaine 2; toutefois, son introduction auprès des joueurs s'est faite durant la semaine 5 où il usurpe la place des parents de Girlfriend. Il peut être aperçu dans le public durant leur bataille auprès d'autres mascottes du site telles que Meat Boy et Zone-tan. Lorsqu'il se montre, l'Étoile de Noël a été remplacée par un visage agressif, le public du centre commercial n'est plus qu'une immense giclée de sang et il porte le bonnet du Père Noël du centre commercial que les parents de Girlfriend menaçaient juste avant. Avec cette dernière, c'est l'un des seuls personnages à chanter avec des paroles, mais là où celle-ci se contentait de donner des directions et d'encourager Boyfriend, Monster est le premier personnage à réellement véhiculer un texte : celui-ci est d'ailleurs horrifique et pervers, parlant de torture et d'anthropophagie, le tout dans une voix au demeurant calme et enthousiaste ne rendant son discours que plus menaçant. Monster se démarque également par ses mouvements : tandis que les autres personnages adaptent leurs mouvements à la perspective du joueur, il bouge en fonction de ses propres directions (ce faisant, il bouge à droite de l'écran si la flèche est à gauche et inversement).

### Senpai/Spirit
Un étudiant charmeur issu d'un dating sim possédé par Girlfriend, il est le premier antagoniste de la semaine 6. S'il se présente comme un amoureux transi et beau joueur, il révèle vite son vrai visage vulgaire et mauvais perdant si Boyfriend lui tient tête. Durant sa dernière chanson, il est révélé qu'une âme, nommée Spirit par les développeurs, était enfermée dans son corps sans le posséder pour autant : une fois révélée, cette âme se libère violemment, tuant Senpai dans le processus. Spirit explique qu'il a été enfermé dans le jeu puis dans le corps de Senpai par Daddy Dearest et menace Boyfriend et Girlfriend d'échanger sa place avec eux et de voler leurs corps par la même occasion si Boyfriend perd. Ce sont les premiers personnages disposant de dialogues avant leurs affrontements respectifs.

### Tankman
Antagoniste de la semaine 7, il représente un soldat entièrement monochrome. C'est la mascotte officielle de Newgrounds, apparaissant dans plusieurs animations flash créées par Jeff Bandelin, plus connu sous le pseudonyme JohnnyUtah: celui-ci prête notamment sa voix à son personnage durant les cinématiques. C'est le troisième personnage à avoir des cinématiques après Senpai et Spirit, le premier personnage à être doublé lors des cinématiques (Senpai et Spirit n'avaient que des boîtes de dialogue) et le second personnage après Monster à chanter avec des paroles car sa première chanson, "Ugh", a quelques expressions de l'onomatopée éponyme et sa troisième chanson, "Stress", possède un moment où il félicite Boyfriend de très bien chanter. À l'inverse, il se moque de lui lorsqu'il perd la bataille.

### Darnell
Le dernier antagoniste en date officiel. C'est un jeune homme créé en 1999 par Tom Fulp, le créateur de Pico. C'est justement Pico que Darnell devra combattre, car le protagoniste du nouveau Week End est ce personnage. C'est d'ailleurs le seul antagoniste de FNF à être devenu un protagoniste du même jeu.

### Cassette Girl
Elle devait être un futur personnage, étant même un futur personnage jouable. Mais l'illustrateur principal du jeu, Phantomarcade, a dit qu'elle a été annulé car elle ne correspondait pas à l'esthétique du jeu. 
C'est une fille avec un sweatshirt bleu et un chapeau ressemblant à une cassette. Ce personnage fut créé par SoftDon en 2018.

### Hank J. Wimbleton
Futur personnage du jeu. C'est un mercenaire vêtu de noir avec des lunettes rouges et un couteau à la main. C'est le protagoniste principal de la série d'animation flash Madness Combat, publiée sur Newgrounds par Matthew D. Jolly.

## Musiques

### Liste des chansons
| Niveau                                 | Musique           |
| -------------------------------------- | ----------------- |
| Tutorial                               | Tutorial          |
| Week 1 (Daddy Dearest)                 | Bopeebo           |
| Week 1 (Daddy Dearest)                 | Fresh             |
| Week 1 (Daddy Dearest)                 | Dad Battle        |
| Week 2 (Spooky Month)                  | Spookeez          |
| Week 2 (Spooky Month)                  | South             |
| Week 2 (Spooky Month)                  | Monster           |
| Week 3 (Pico)                          | Pico              |
| Week 3 (Pico)                          | Philly Nice       |
| Week 3 (Pico)                          | Blammed           |
| Week 4 (Mommy Must Murder)             | Satin Panties     |
| Week 4 (Mommy Must Murder)             | High              |
| Week 4 (Mommy Must Murder)             | M.I.L.F           |
| Week 5 (Red Snow)                      | Cocoa             |
| Week 5 (Red Snow)                      | Eggnog            |
| Week 5 (Red Snow)                      | Winter Horrorland |
| Week 6 (Hating Simulator ft. Moawling) | Senpai            |
| Week 6 (Hating Simulator ft. Moawling) | Roses             |
| Week 6 (Hating Simulator ft. Moawling) | Thorns            |
| Week 7 (Tankman)                       | Ugh               |
| Week 7 (Tankman)                       | Guns              |
| Week 7 (Tankman)                       | Stress            |
| Weekend 1 (Due Debts)                  | Darnell           |
| Weekend 1 (Due Debts)                  | Lit Up            |
| Weekend 1 (Due Debts)                  | 2Hot              |
| Weekend 1 (Due Debts)                  | Blazin'           |

### Musiques inutilisées
- Start Screen (Itch.io Build) (utilisée dans le prototype du jeu)
- Ending
- Test
- Give a Lil' Bit Back
- SugarCrash! (cette musique était une blague créée par les développeurs pour le premier avril[8])

## Développement
Ninjamuffin99 a ressemblé une petite équipe de créateurs du site Newgrounds pour développer une version prototype de Friday Night Funkin comme proposition pour la Ludum Dare 47 en octobre 2020, qui ne contenait alors qu'une poignée de musiques. En dépit de son apparence rudimentaire, le prototype reçut un succès inattendu, menant à un certain nombre de demandes pour en faire un jeu complet. Ninjamuffin99 a alors répondu qu'il avait comme projet de travailler sur le jeu.
Ninjamuffin99 a ainsi mis à jour la version démo le 1er novembre 2020, ajoutant des menus et options ainsi que la seconde semaine. Le jeu gagna en popularité sur Newgrounds grâce à l'intérêt reçu au travers de plateformes comme TikTok, YouTube et Twitch. La bande-son créée par le compositeur Isaac Garcia fut dans le même temps mise à disposition gratuitement sur Spotify et Bandcamp.
En février 2021, Ninjamuffin99 demanda à Nintendo l'autorisation d'adapter son jeu en une version pour la Nintendo Switch. Sa requête fut rejetée, d'après lui car le jeu était alors incomplet.
La semaine 7 sortit ensuite de manière exclusive sur Newgrounds. Cependant, l'augmentation du trafic fut telle que le site cessa temporairement de fonctionner. Par la suite, la mise à jour hebdomadaire du jeu s'arrêta, les développeurs préférant alors se concentrer sur leur souhait de créer une version complète, intitulée Friday Night Funkin' : The Full Ass Game.
Le 30 avril 2024, le neuvième niveau du jeu, intitulé "WeekEnd 1", fut publié. Cette mise à jour comprenait des personnages issus de la série Pico's School : Pico, Nene et Darnell, en plus d'introduire les "Erect Remixes", remixant les musiques originales pour plus de challenge, créés par les  compositeurs Kohta Takahashi et Saster. Le jeu reçut également une mise à jour de son interface graphique.

### Kickstarter
En avril 2021, les développeurs ont annoncé leur plan de démarrer une campagne de financement participatif sur Kickstarter dans le courant du mois afin de transformer la version démo en version complète. Le 18 avril, un projet Kickstarter portant sur cet objectif fut créé sous le nom Friday Night Funkin': The Full Ass Game et atteignit son objectif initial de 60 000 $ en quelques heures, puis finalement la somme de 2 millions de dollars,.
En février 2022, IGN a rapporté que ce projet fut l'un des projets les plus soutenus en 2021 sur le site. Le jeu complet inclura une version pour Android et IOS, un mode "Erect" remixant les musiques pour plus de difficulté, un support multijoueur en ligne et un grand nombre de niveaux supplémentaires. Le jeu coûterait alors de 10 à 20 dollars, mais pourrait rester gratuit et à code source ouvert sur GitHub.

## Modding
Le jeu a une communauté de modding active en raison de sa version open-source, permettant la mise en œuvre de contenu créé par des fans.
En conséquence, le jeu complet recevra un support de mod utilisant le framework Polymod.

### Exemples de mods connus

#### Vs.Whitty
Vs.Whitty est une semaine bonus qui est devenue réalité après une quantité massive de demandes et de soutien. Il s'agit d'une extension du mod Whitty original, créé par Nate Anim8 et codé par KadeDev. Après la sortie, beaucoup de gens ont été surpris. Ce mod met en vedette Whitty, la bombe à la mèche courte qui était autrefois une rockstar et ses amis (ou ennemis ?). C'est l'un des mods Friday Night Funkin les plus populaires au sein de la communauté et a inspiré d'autres mods d'une semaine complète à créer.
Le mod a été interrompu pendant longtemps et une mise à jour a été publiée en tant que son propre mod, intitulé The Date Week. Pour le premier anniversaire du mod, il a été annoncé qu'il y aurait une prochaine mise à jour impliquant de nouveaux mécanismes, des cinématiques et bien plus encore.

#### Mid Fight Masses
Également appelé par son nom complet Sarvente's Mid-Fight Masses, était un mod Friday Night Funkin 'qui s'ajoute en deux semaines avec 5 chansons au total, des cinématiques et diverses autres fonctionnalités, telles qu'un remix du didacticiel. Dans ce mod, Boyfriend et Girlfriend essaient de chercher une salle de bain, mais parviennent à tomber dans une église. Dans l'église, ils finissent par rapper aux prises avec la religieuse, Sarvente et son ami Ruv.

#### Vs.Tricky
Tricky le Clown est l'antagoniste secondaire de la série Madness Combat, autrefois un assassin engagé par le shérif et plus tard le principal antagoniste de la Tricky Saga, devenant cependant brièvement le principal antagoniste de la saga Auditor. Il est l'ennemi juré de Hank tout au long de la série.
Son mod a été créé par Banbuds, Rozebud, KadeDev et Cval, avec des contributions de Moro, Jads, YingYang et Tsuraran. Sa semaine principale compte 3 chansons : Improbable Outset, Madness et Hellclown. Réussir la semaine en difficulté Difficile débloque une dernière piste extrêmement difficile et injuste en Freeplay, Expurgation.

#### Vs.Hex
Vs.Hex est un mod proposant une semaine complète avec un robot de basket-ball Hex. Cette fois, vous n'aurez finalement pas à vous battre pour protéger votre relation, mais simplement à vous amuser en chantant des airs avec le copain robotique... avant de devoir le sauver d'un virus.

#### Vs.Garcello
Vs.Garcello est un mod proposant une semaine complète de 4 chansons: Headache, Nerves, Release et Fading. L’adversaire titulaire de ce mod est un jeune homme fumeur aux cheveux verts portant une casquette et une veste, à la fin des deux premières chansons il prend une forme fantomatique…

#### Vs.Ace
Vs.Ace est un mod de quatre semaines et 12 chansons, Boyfriend et son amie attendaient le bus mais ils croisent Ace, une sorte d’hybride croisé entre un dragon et une chèvre qui porte une parka noire, c’est l’avatar du youtubeur Kamex qui a conçu ce mod. Les deux premières semaines du mod se déroulent sous un temps enneigé dans les rues de Brooklyn. Et les deux deuxièmes se déroulent ailleurs dans une forêt sous un pont, avec de nouveaux personnages comme Metro et Maku ainsi que Boyfriend recoloré en bleu. La dernière semaine met en vedette Ace (sous une forme spéciale) et Metro. 

#### Vs.Tabi
Vs.Tabi est un mod proposant une semaine complète. Le joueur défie Tabi, l’ex petit ami de Girlfriend, un homme invisible qui a un crâne animal sur la tête pour se faire voir. Le mod se déroule lors d’une sortie entre Boyfriend et Girlfriend au restaurant où ils croisent Tabi qui va vite se montrer en colère contre eux.

#### Vs.Zardy
Vs.Zardy est un mod de deux chansons plus longues: Foolhardy (3 minutes) et Bushwhack (6 minutes), ce mod confronte Boyfriend et Girlfriend à un épouvantail personnifié nommé Zardy, issu du jeu d’horreur indépendant "Zardy's Maze". Pendant Bushwack, Zardy est assombri et dans la seconde moitié, il est remplacé par un autre épouvantail.